# ماتیاس پاردس
ماتیاس پاردس (اسپانیایی: Matías Paredes‎؛ زادهٔ ۱ فوریهٔ ۱۹۸۲) بازیکن هاکی روی چمن اهل آرژانتین است که در مسابقات کشوری و بین‌المللی در مجموع برندهٔ 10 مدال طلا، 2 مدال نقره، 2 مدال برنز شده‌است.